# Kelso (Washington)
Kelso è una città degli Stati Uniti, capoluogo della contea di Cowlitz, nello Stato di Washington.
Ha una popolazione di 11.925 abitanti (al 2010), con una densità di 570,6 abitanti per km².

## Quartieri
Kelso ha 11 quartieri:
- Aldercrest
- Bulter Acres
- East Kelso
- South Kelso
- North Kelso
- West Kelso
- Old Kelso Hill
- Davis Terrace
- Hilltop
- Lexington
- Mt. Brynion

## Geografia fisica
La città ha una superficie totale di 21,7 km² di cui 20,9 di terra e 0,8 di acque.
È situata a 77 km a nord di Portland, 201 km a sud di Seattle e 130 km dall'Oceano Pacifico.

## Società

### Evoluzione demografica
Al censimento del 2000 la divisione razziale della città contava il 90,14% di bianchi, lo 0,82% di afroamericani, il 2,05% di afroamericani, lo 0,94% di asiatici, lo 0,21% di isolani del Pacifico e il 3,12% di altre razze. I latini o gli ispanici erano il 6,93% della popolazione.
- 1890: 354 ab.
- 1900: 694 ab.
- 1910: 2.039 ab.
- 1920: 2.228 ab.
- 1930: 6.260 ab.
- 1940: 6.749 ab.
- 1950: 7.345 ab.
- 1960: 8.379 ab.
- 1970: 10.296 ab.
- 1980: 11.129 ab.
- 1990: 11.767 ab.
- 2000: 11.895 ab.
- 2010: 11.925 ab.

## Amministrazione

### Gemellaggi
- Kelso - Regno Unito
- Makinohara - Giappone